# Euclid (system)
Euclid – jeden z najstarszych zintegrowanych systemów CAD/CAM/CAE. 
Euclid został stworzony przez francuską firmę Matra Datavision (część koncernu Matra). Po powstaniu wersji Euclid Quantum (następcy Euclida 3) został wykupiony przez IBM oraz Dassault Systèmes i wykorzystany do stworzenia systemu CATIA v5 (następcy CATIA v4). Na początku swojego istnienia Euclid dostępny był wyłącznie na stacje graficzne m.in. Silicon Graphics z systemem operacyjnym UNIX. Następnie przeniesiono ten potężny system na komputery PC z systemem operacyjnym MS Windows NT 4.0. Euclid 3 był używany m.in. przy projektowaniu samochodu osobowego Renault Laguna.
Dystrybucją Euclida w Polsce zajmowała się firma PPW Koltech.